# ستان فريز
ستان فريز (بالإنجليزية: Stan Freese)‏ هو موسيقي ومنتج أسطوانات وكاتب أغاني أمريكي، ولد في 21 أغسطس 1944 في إدينا في الولايات المتحدة.

## وصلات خارجية
- ستان فريز على موقع IMDb (الإنجليزية)
- ستان فريز على موقع ميوزك برينز (الإنجليزية)
- ستان فريز على موقع ديسكوغز (الإنجليزية)